# Пинсо, Мишель
Мише́ль Пинсо́ (фр. Michel Pinseau; 1926 — 15 сентября 1999, Париж) — французский архитектор. Известен своим реализованным проектом самого высокого минарета в мире, мечети Хасана II в Касабланке, Марокко.

## Карьера

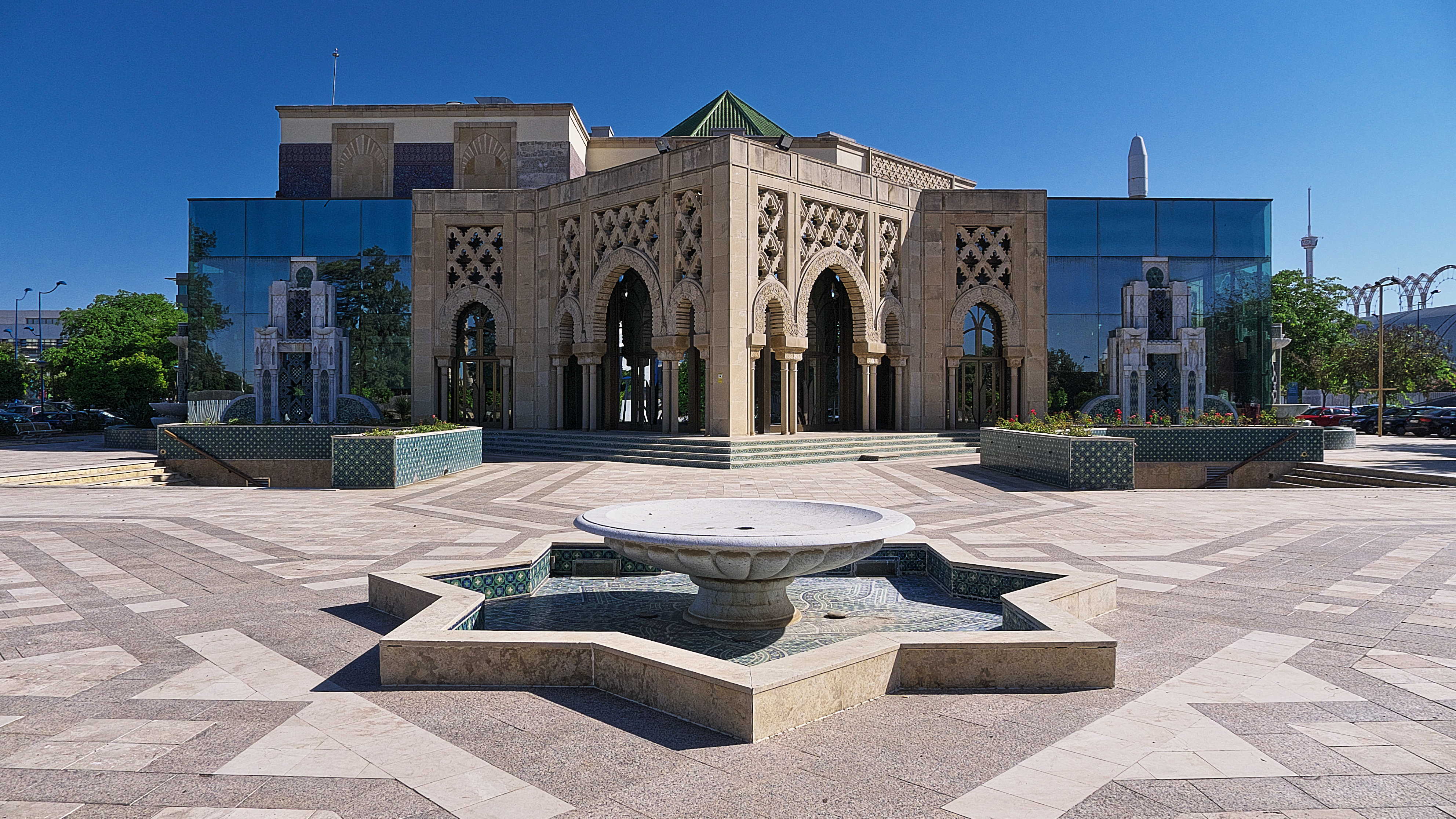
Павильон Марокко на Всемирной Выставке в Севилье (1992 год)

Мишель Пинсо окончил высшую Национальную школу изящных искусств в Париже в 1956 году. Затем он работал над многими проектами в столице Франции, особенно в районе Елисейских полей.
Пинсо известен как архитектор Хасана II (англ. Hassan II). Знакомство состоялось в 1970-х годах, и с тех пор Пинсо работал над многими проектами в Марокко.
Мишель Пинсо умер 15 сентября 1999 года в Париже.

## Интересные факты
Мишель Пинсо не был мусульманином.